# 吉田和人
吉田 和人（よしだ かずと、1984年8月26日 - ）は、日本のミュージシャン、作詞家、作曲家、音楽プロデューサー。
ニコニコ動画関連の作品では「V系うどん職人」名義で活動する。

## 人物・来歴
徳島県徳島市生まれ。徳島県立城東高等学校卒。京都工芸繊維大学中退。
大学在学中より、バンド活動、サポートミュージシャンとしての活動を開始。ゴスペル演奏や、ミュージカル劇団での活動を経て、大学中退後上京。楽曲提供や演奏参加を本格的に開始、現在に至る。
無類のうどん好きで、V系メイクで手打ちの創作うどんを公開するblogを運営したことから、ニコニコ動画関連作品ではV系うどん職人を名乗り作品に参加することもある。また、ボカロPとしてVocaloid楽曲Jokerを公開、全世界で多数再生され親しまれている。

## 作品

### 2009年
- projectTRI作品僕と少女と宇宙船
  - 『シュレディンガーの猫』 - 編曲
- 黒崎真音
  - 『鴉ーカラスー』 - 編曲
  - 『Wishful Garnet』 - 編曲

### 2010年
- 黒崎真音
  - 『light/dark』 - 作曲・編曲
  - 『Love to hell』 - 作曲・編曲
  - 『Voice』　- 編曲

- PointFive(.5) アルバム『enhAnce』
  - 『セ・ツ・ナ』 - 編曲

- 源×平学園合戦録　（ドラマCD）
  - 「源×平ボーイフレンズ vol.1 源義経」- 音楽
  - 「源×平ボーイフレンズ vol.2 平清盛」- 音楽
  - 平清盛(CV : 鳥海浩輔) 源頼朝(CV : 森川智之)『historia』- 作曲・編曲

### 2011年
- アネカノ -お姉ちゃんとえっちであまーいヒミツの関係-（PCゲーム）
  - OP『秘密のsecret secret』 - 作曲・編曲
  - ED『恋ゴコロDrivin' Drivin'』 - 作曲・編曲

- 長野誠
  - 『男たちの魂（うた)』 - 編曲

- ドS探偵～綾小路玲～
  - 森野洋聖（CV：海斗）キャラクターソング『anaglam』- 作曲・編曲
  - 赤坂R悠樹（CV:花江夏樹）キャラクターソング『朱色の月』 - 作曲・編曲

- サオリリス『サオリリス歌ってみた』
  - 『ぽっぴっぽー』 - 編曲

- PointFive(.5) アルバム 『ドウシンエン』 
  - 『ほんの少しのさよなら』 - 編曲
  - 『流星スイングバイ』 - 編曲

- The Glory Gospel Singersアルバム『天使にアニメソングを･･･』 
  - 『やさしさに包まれたなら』- 編曲
  - 『となりのトトロ』- 編曲
  - 『王蟲との交流』 - 編曲
  - 『ルージュの伝言』 - 編曲
  - 『君をのせて』　- 編曲

映画
- 「魔法少女を忘れない」 - 音楽

TV
- 旅チャンネル「東京ラグジュアリーガイド」 - 音楽

CM
- 講談社、修羅の門ファミリーマートCM　- 音楽

演劇
- 朗読劇「ＡＲ」
  - メインテーマ『響双戦隊セイエンジャー』 - 作曲・編曲・歌

### 2012年
- 「銀河へキックオフ キャラクターソングアルバム」
  - 「銀河へキックオフ キャラクターソングアルバム 三つ子の悪魔編」
    - 降矢虎太 （CV:KENN）『Like a tiger」 - 作詞・作曲・編曲

  - 「銀河へキックオフ キャラクターソングアルバム アイドル編」
    - 青砥ゴンザレス琢馬（CV：菊池こころ）『地球儀リフティング』- 作曲・編曲（作詞：砂守岳央）

- amu アルバム『step on』
  - 『step on』  - 編曲
  - 『シンデレラシンドローム』 - 編曲
  - 『nightbreak』 - 編曲
  - 『Marygold』 -　編曲

- amu アルバム『Intensity』
  - 『アメノチフタリ』 - 編曲
- amu ライブアルバム　Live in BLAZE 2012 -ギター

- 禁断吸血鬼（ドラマCD）
  - 『禁断吸血鬼 〜紅薔薇ノ王〜』（森久保祥太郎） - 音楽

- 音楽レーベル「Milky Pop Generation」-　プロデューサー・ディレクター 
  - 早乙女らぶ『Voice of rose』
    - 『Voice of rose』 - 作詞・作曲・編曲
    - 『きんぎょとかめ』 - 作詞・作曲・編曲
    - 『Fairy tale princess』 - 作詞・作曲・編曲

  - 琥珀うた『Song for me』
    - 『Song for me』 - 作詞・作曲・編曲
    - 『SHINING』 - 作詞・作曲・編曲
    - 『My dearest friend』 - 作詞・作曲・編曲

  - 並木優『Voyage』
    - 『Voyage』 - 作詞・作曲・編曲
    - 『Sweets/Dreams』　- 作詞・作曲・編曲
    - 『Space Walk』 - 作詞・作曲・編曲

  - 栗林里莉『くりりん探検隊！！！』
    - 『くりりん探検隊！！！』 - 作詞・作曲・編曲
    - 『ガンバレ×マイセルフ』 - 作詞・作曲・編曲
    - 『Love & Road』 - 作詞・作曲・編曲

  - 泉麻那『Black butterfly』
    - 『Black butterfly』 - 作曲・編曲
    - 『mermaid mermaid』 - 作曲・編曲
    - 『I love youは魔法じゃない』 - 作曲・編曲

  - 篠原杏『Requiem』
    - 『Requiem』 - 作詞・作曲・編曲

  - Alice『Last kiss』
    - 『Last kiss』 - 作詞・作曲・編曲
    - 『just judgement』 - 作詞・作曲・編曲
    - 『僕らだけの明日』 - 作詞・作曲・編曲

  - 音無さやか『My little tea party』
    - 『My little tea party』 - 作詞・作曲・編曲
    - 『Run×3!!!』 - 作詞・作曲・編曲

  - 沖田杏梨 - 『Liar』
    - 『Coulors』 - 作詞・作曲・編曲

  - 仁科百華『free flyin'』
    - 『free flyin'』 - 作曲・編曲
    - 『Inanity』 - 作曲・編曲

ボーカロイド楽曲
- 『Joker』 - 作詞・作曲・編曲（「Karent presents Fairy tale & Girl's talk feat.初音ミク」収録）

TV
- 旅チャンネル「ホリスティックな週末」- 音楽

### 2013年
- 加藤和樹『軌跡』
  - 『上弦の月』 - 編曲

- 「銀河へキックオフ キャラクターソングアルバム 桃山プレデター編」
  - 降矢凰壮（CV：細谷佳正）『HERMANOS』 - 作曲・編曲（作詞：砂守岳央）

- HRシングル『バリカタ』
  - 『アリスな時間』　- 作詞・作曲・編曲

- HRシングル『全力ジャンプ！』
  - 『恋せよ乙女～発汗系～』　- 作詞・作曲・編曲

- あさまっく『とびだせ あさまっくらじお2～新世界編～』
  - 『さよならアストロノーツ』　- 編曲

- PSP用ゲーム「BROTHERS CONFLICT BRILLIANT BLUE」エンディングテーマ
  - 朝日奈 椿＆梓＆棗（CV：鈴村健一＆鳥海浩輔＆前野智昭）『INNOCENT BLUE』 - 作・編曲（作詞：磯谷佳江）

- SIRシングル『DREAMERS』
  - 『DREAMERS』　- 作詞・作曲・編曲

- 音楽レーベル「Milky Pop Generation」-　プロデューサー・ディレクター 
  - 桜りお『Another sky』
    - 『don't you know』- 作詞・作曲・編曲

  - 綾瀬れん『キラキラ』
    - 『Kaleidoscope』 - 作詞・作曲・編曲

  - 友田彩也香『君と僕』
    - 『君と僕』 - 作詞・作曲・編曲

  - 天海つばさ 『Rainy Day』
    - 『Cheers』 - 作詞・作曲・編曲
    - 『Tears』 - 作詞・作曲・編曲

### 2014年
- HRシングル『エボリューションだ』
  - 『青春Lie la night』　- 作詞・作曲・編曲

- アイドルリーグアルバム『麹町南大会議室』
  - 『渚のぐるぐるバット』　- 編曲

- Aitherシングル『evolution』
  - 『Fantasy combo』　- 作曲・編曲
  - 『Fire works～閃光花～』　- 作曲・編曲
  - 『Pure myth』　- 作曲・編曲

- あさまっくアルバム『Renovate』
  - 『咲き乱れ花の散るらむ』　- 作詞・作曲・編曲
  - 『朧月』　- 作詞・作曲・編曲

- たけや製パン 中年調理テーマソング
  - 『ナイスミドル～中年調理の歌～』　- 作曲・編曲

- VIC:CESSアルバム『勝利:成功』
  - 『Shooting star』　-作曲・編曲

- SIRシングル『月・火・水・木・銀デレラ〜週末Magical Time〜』
  - 『月・火・水・木・銀デレラ〜週末Magical Time〜』　- 作曲・編曲

- すぷらっしゅレボリューションシングル『めいっぱいはしゃいじゃYeah!!』
  - 『めいっぱいはしゃいじゃYeah!!』　-作詞・作曲・編曲
  - 『ENERGY』　-作詞・作曲・編曲
  - 『晴れドキドキキミ』　-作詞・作曲・編曲
  - 『恋せよ乙女〜発汗系〜（more splash mix）』 -作詞・作曲・編曲
  - 『青春 Lie la night (千夜一夜mix)』- 作詞・作曲・編曲

## ライヴ

### 2010年
- 入絵加奈子　Birthday Live～うたいて～ - ギタリスト

### 2011年
- PointFive(.5)　PointFive(.5)Live@野音2011 日比谷野外大音楽堂ライヴ　 - ギタリスト

### 2012
- amu Live in BLAZE 2012 - ギタリスト
- Milky Pop Generation party - ギタリスト・キーボーディスト（バンマスとして出演）

### 2013
- amu LIVE in ASTROHALL 2013 Spring - ギタリスト